# David Michel (producteur)
Pour les articles homonymes, voir David Michel.
 (juin 2022).
David Michel, né le 2 décembre 1975 à Nancy, est producteur de télévision.

## Biographie
David Michel est producteur de Télévision et de Cinéma, cofondateur du groupe média production européen Fédération Studios, ainsi que directeur général de sa division jeunesse Fédération Kids & Family. Il est aussi le fondateur et président de Cottonwood Media, une filiale de production de Fédération Entertainment.
Cottonwood Media crée, produit et investit dans des contenus internationaux familiaux (séries de fiction, d'animation et longs métrages) distribués aux Etats-Unis et dans les principaux pays d’Europe, Amérique Latine et d’Asie. Elle est basée à Paris, avec des bureaux à Los Angeles, Toronto et Berlin.
Après des études à Sciences Po Paris, David Michel a commencé sa carrière au sein de la chaîne jeunesse du groupe Fox en 1998. En 1999, il rejoint la société de production Marathon (aujourd’hui groupe Banijay) qui était alors l’un des principaux producteurs de fiction Français. Après avoir dirigé l’activité de développement de sa filiale jeunesse, Marathon Media, pendant plusieurs années, il en devient directeur général en 2008.
Au cours de cette période, il a créé et produit plus de 12 programmes télévisés, dont la série d’animation au succès international, Totally Spies (6 saisons, 156 épisodes), toujours en production et vendue dans plus de 120 territoires.

## Filmographie

### Séries télévisées
- 2001-2004 : Totally Spies! (6 saisons, 156 épisodes)
- 2003-2006 : Martin Mystère (3 saisons, 65 épisodes)
- 2006-2008 : Team Galaxy (2 saisons, 52 épisodes)
- 2007-2009 : Monster Buster Club (2 saisons, 55 épisodes)
- 2008 : Le Club des cinq : Nouvelles Enquêtes (1 saison, 28 épisodes)
- 2008-2009 : SpieZ ! Nouvelle Génération (2 saisons, 52 épisodes)
- 2011-2013 : Rekkit (3 saisons, 77 épisodes)
- 2011-2013 : Redakai: Les conquérants du Kairu (2 saisons, 45 épisodes)
- 2014-2017 : LoliRock (2 saisons, 52 épisodes)
- 2015 : Objectif Blake ! (1 saison, 49 épisodes)
- 2016-2018 : Squish (1 saison, 52 épisodes)
- 2017-2020 : Ollie & Moon (2 saisons, 78 épisodes)
- 2018-2020 : Léna, rêve d'étoile (3 saisons, 75 épisodes)
- 2022 : Drôle de science (1 saison, 7 épisodes)
- 2022-... : Theodosia (2 saisons, 52 épisodes)
- 2023-... : Sortilèges à l'Opéra (2 saisons, 39 épisodes)

### Films
- 2009 : Totally Spies! le film
- 2021 : Le Tour du monde en quatre-vingts jours